# ピュレ

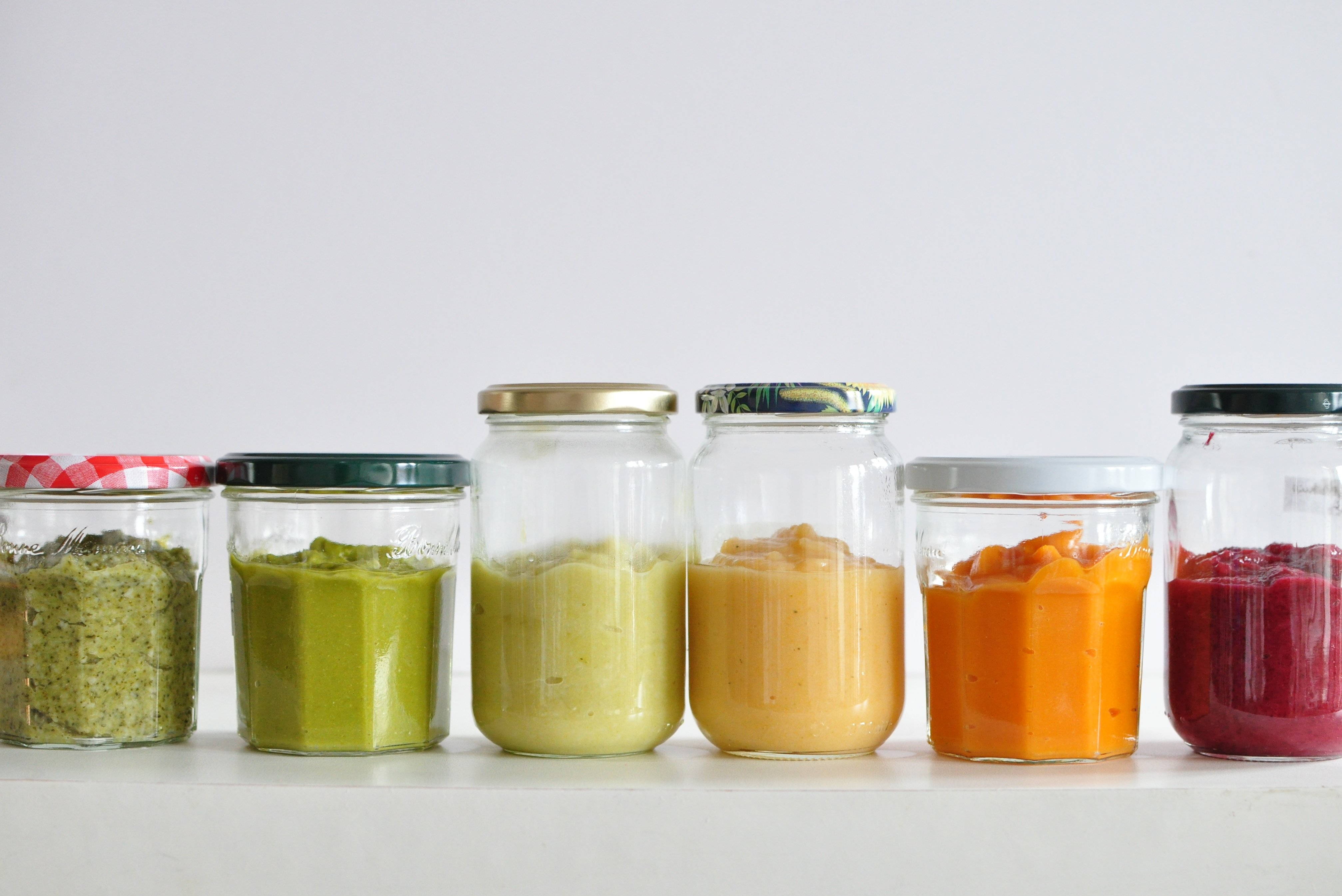
さまざまな野菜のピュレ

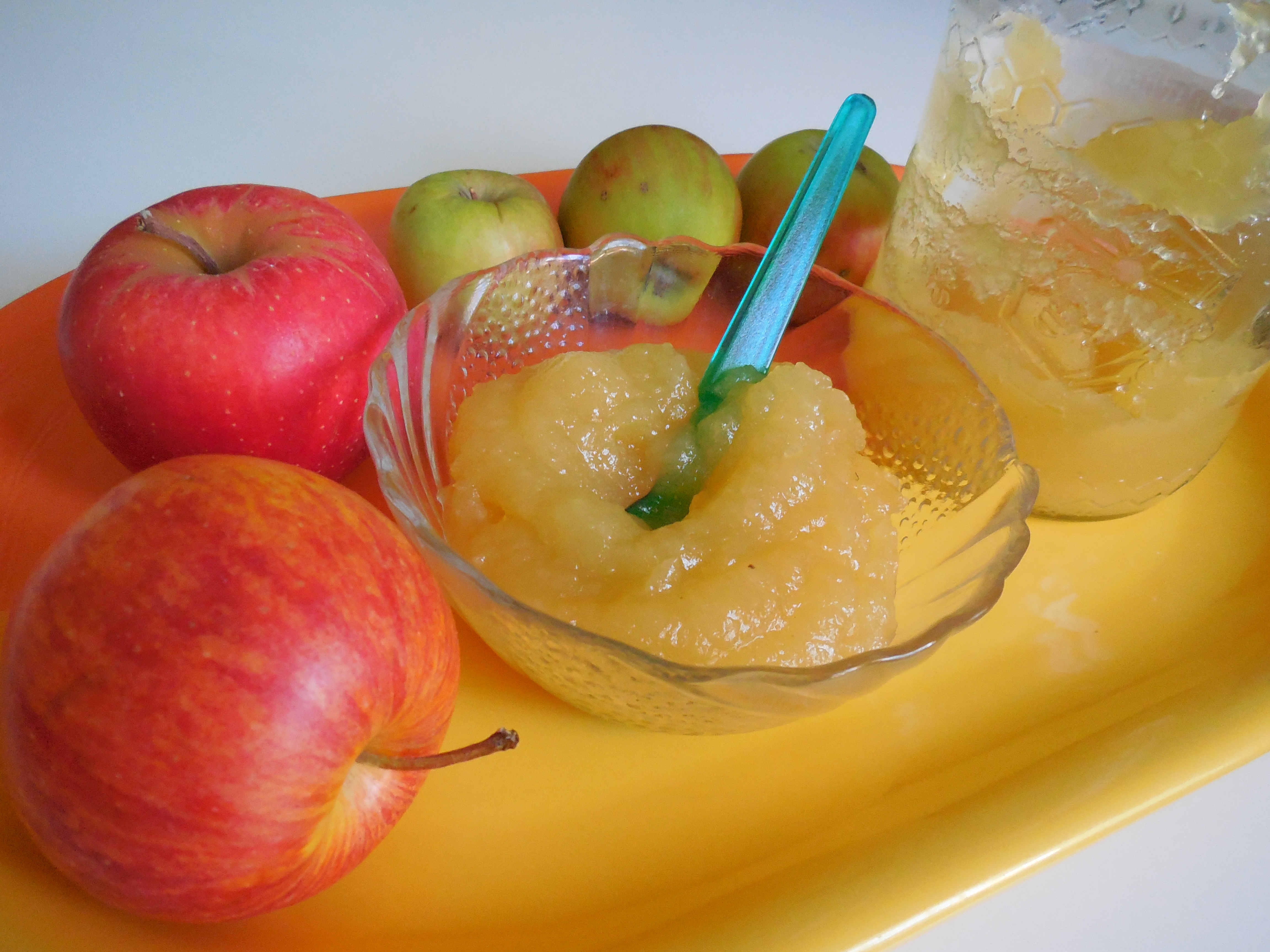
家庭で作ったリンゴのピュレ

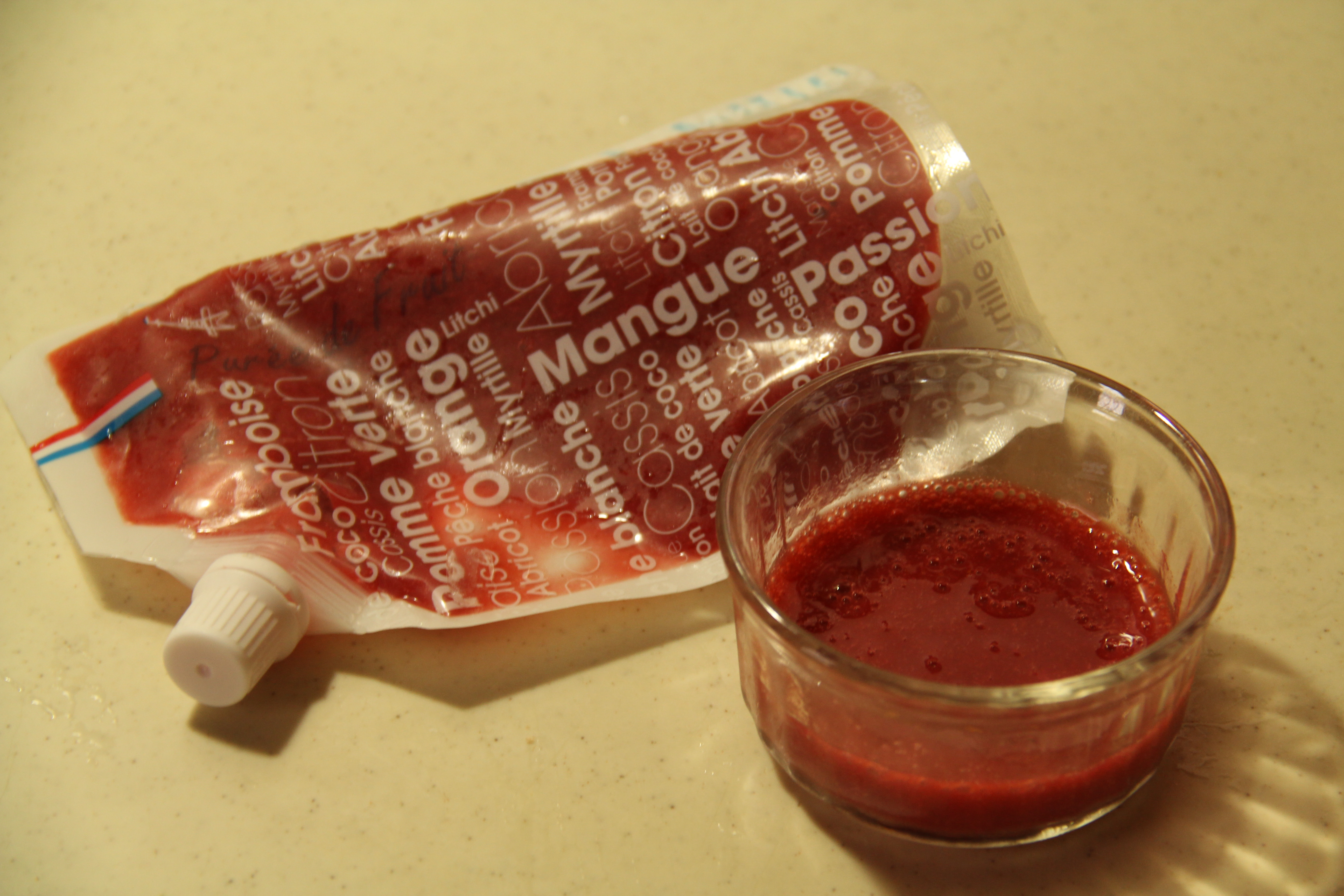
イチゴのピュレ（製品）

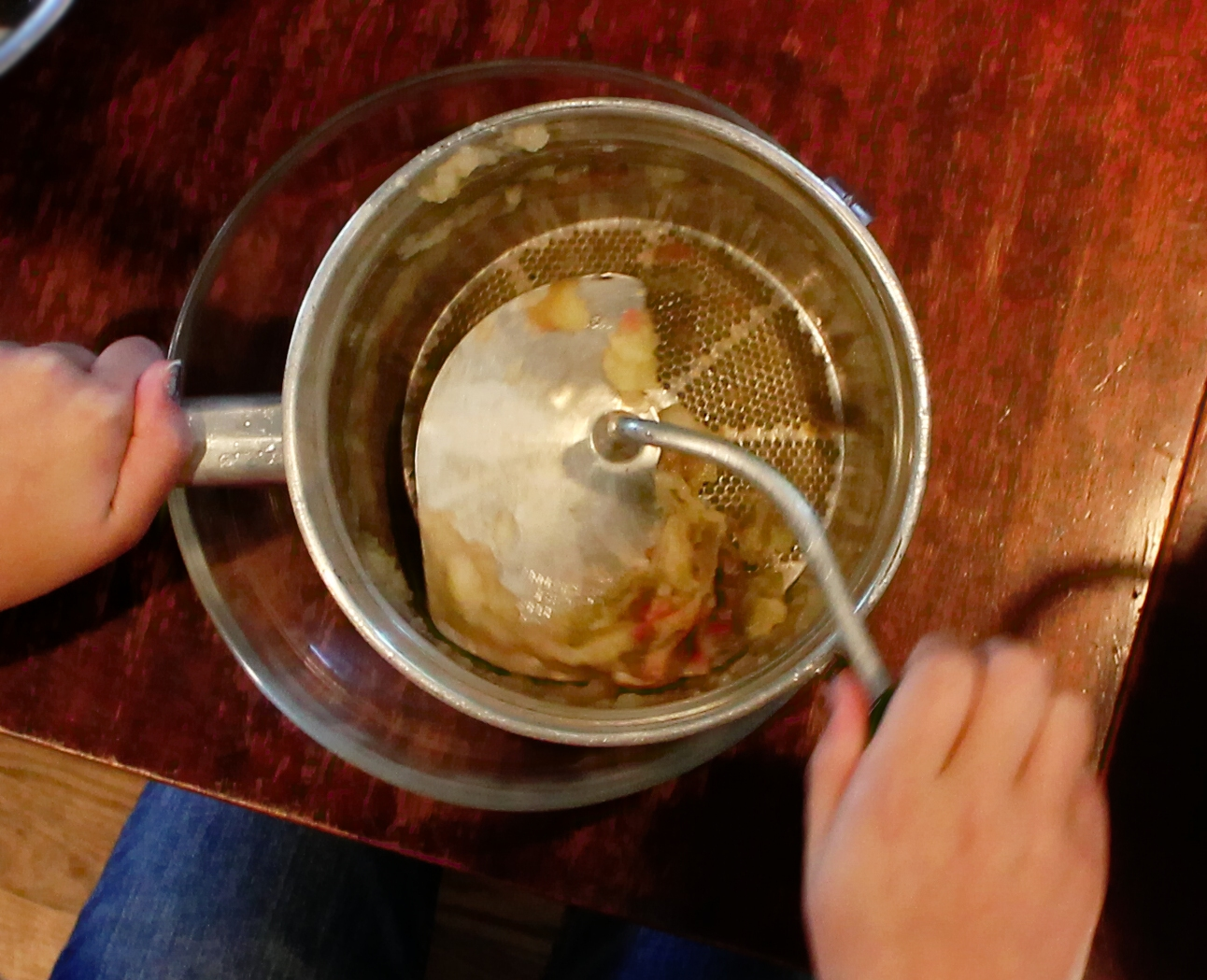
ピュレ用器具の一例

ピュレ（フランス語：purée、「ピューレ」とも表記される）は、主に野菜もしくは果物の食材を生のまま、あるいは加熱し、電動ミキサーなどですり潰した後、細かな網状のピュレ用器具（裏ごし器）を通過させて、とろみのあるやや滑らかな半液体状にしたものを指す。
ソース類のベースとして、あるいは焼菓子やタルト・パイなどの生地に乗せたりと、多様な用いられ方をする。
また肉類、エビなどをピュレ状にしたものが用いられることも珍しくない。
なお、フランス料理では、食材にじっくり火を通し 流れるくらいのペースト状にしたものや、果物のピュレにシロップを加えて液状にしたもの（で料理の付加食材として用いられるもの）を「仏: coulis　クーリ（あるいはクリ、クーリー）」とも呼ぶ。